# ديك إيفانز
ديك إيفانز (بالإنجليزية: Dick Evans)‏ (و. 1917 – 2008 م) هو لاعب كرة السلة، ولاعب كرة قدم أمريكية، من الولايات المتحدة، ولد في شيكاغو، يلعب كطرف ضيق ‏، توفي في ساراسوتا، فلوريدا، عن عمر يناهز 91 عاماً.

## روابط خارجية
- ديك إيفانز على موقع سبورتس رفرنس (الإنجليزية)
- ديك إيفانز على موقع مرجع كرة القدم المحترفة.كوم (الإنجليزية)